# Ratuména
Ratuména est un  aurige étrusque, un conducteur de char de course, héros d'une légende romaine. 

## Légende de Ratuména
Ratuména avait remporté le prix à la course des jeux célébrés à Véies. Dès qu'il fut couronné, ses chevaux s'emballèrent et se dirigèrent vers Rome où ils pénétrèrent (en écrasant leur aurige) par la porte qui depuis fut appelée Porta Ratumena.

### Version de Pline
« Nos ancêtres regardèrent comme un présage de haute importance le trait suivant : Un cocher ayant été renversé par son char aux jeux Plébéiens, ses chevaux coururent au Capitole comme s'il eût conduit encore et firent trois fois le tour du temple ; mais le plus grand à leurs yeux ce fut de voir arriver de Véies au Capitole, avec la palme et la couronne les chevaux de Ratumena qui était tombé de son char après avoir remporté le prix dans cette ville. Depuis la porte par laquelle ils entrèrent fut nommée Ratumena. »

— Pline, Histoire naturelle, Volume 6, LXV, Ajasson de Grandsagne, 1829.

### Version de Plutarque
« Pendant que Tarquin suscitait en Toscane une nouvelle guerre contre les Romains, il arriva, dit-on, un prodige singulier. Il avait fait bâtir, pendant son règne, un temple à Jupiter, sur le Capitole ; il était prêt d’être achevé, lorsqu’il voulut, soit d’après un oracle, soit de son propre mouvement, faire placer sur le faîte un char à quatre chevaux en terre cuite, dont il confia l’exécution à des ouvriers toscans de la ville de Véies : peu de temps après, il fut chassé du trône. Quand le char fut fait, les ouvriers le mirent au four pour le cuire ; mais au lieu de se serrer et de se condenser par l’évaporation de l’humidité, comme il arrive à la terre qu’on met au feu, il s’étendit, il s’enfla, et forma une masse si considérable, si forte et si dure, qu’après avoir démoli la voûte et les murailles du four, on eut bien de la peine à l’en tirer. Les devins ayant déclaré que c’était un présage de bonheur et de puissance pour le peuple à qui ce char resterait, les Véiens résolurent de ne pas le donner aux Romains, qui l’avaient fait demander. Ils répondirent donc qu’il appartenait à Tarquin, et non pas à ceux qui l’avaient chassé. À quelque temps de là, ils célébrèrent des courses de chars avec la pompe et la magnificence ordinaires. Les jeux finis, le vainqueur qu’on venait de couronner conduisait lentement son char pour sortir de la carrière. Tout à coup les chevaux, prenant l’épouvante sans aucune cause visible, et par un pur hasard ou par une impulsion divine, courent à toute bride vers Rome. Le conducteur fait inutilement de la main et de la voix tout ce qu’il peut pour les retenir ; se voyant emporté malgré lui, il les abandonne à leur impétuosité, et est entraîné jusqu’au pied du Capitole, où les chevaux le renversent près de la porte qu’on appelle aujourd’hui Ratumène. Les Véiens, surpris et effrayés de cet événement, permirent aux ouvriers de rendre le char aux Romains. »

— Plutarque, Vie de Publicola, XI, 13.

## Sources anciennes
- Pline, Histoire naturelle, VIII, b65.
- Plutarque, Vie de Publicola, XI, 13.